# Love Letter
Love Letter es el quinto álbum de estudio lanzado por Ai Otsuka, lanzado el 17 de diciembre del 2009, Este álbum contiene trece canciones  en la cual lleva incluidas cuatro sencillos de aquella temporada Pocket, Rocket Sneaker / One × Time y [[Kurage, Nagareboshi.[1] ]].
El álbum alcanzó ventas bastante buenas, y vendiendo más de 100,000 copias.

## Lista de canciones
Todas las canciones escritas y compuestas por Ai Otsuka. 
| CD  |                                                                                |                                                           |          |  |
| N.º | Título                                                                         | Arreglistas(s)                                            | Duración |  |
| 1.  | «Love Letter»                                                                  |                                                           |          |  |
| 2.  | «Rocket Sneaker (ロケットスニーカー?)»                                         | Ai×Ikoman                                                 |          |  |
| 3.  | «Bye Bye (バイバイ?)»                                                          | Ai×Ikoman                                                 |          |  |
| 4.  | «Kurage, Nagareboshi (クラゲ、流れ星クラゲ、流れ星 Jellyfish, Shooting Star?)» | Ai×Ikoman Ittetsu Gen (Arreglo del instrumento de cuerda) |          |  |
| 5.  | «Ningyō (人形 Doll?)»                                                          | Ai Ittetsu Gen (Arreglo del instrumento de cuerda)        |          |  |
| 6.  | «Kimi Fechi (君フェチ You Fetish ?)»                                           | Ai×Ikoman, Atsushi Harada                                 |          |  |
| 7.  | «Creamy & Spicy»                                                               | Ai×Ikoman                                                 |          |  |
| 8.  | «Do☆Positive (ド☆ポジティブ?)»                                                 | Kotaro Kubo                                               |          |  |
| 9.  | «360°»                                                                         | Ai×Ikoman                                                 |          |  |
| 10. | «Shachihata (シャチハタ self-inking rubber stamp ?)»                           | Masanori Sasaji                                           |          |  |
| 11. | «One × Time»                                                                   | Ai×Ikoman Ittetsu Gen (Arreglo del instrumento de cuerda) |          |  |
| 12. | «Pocket (ポケット?)»                                                           | Ai×Ikoman Mio Okamura (Arreglo del instrumento de cuerda) |          |  |
| 13. | «Ai (愛 Love ?)»                                                               | Ai×Ikoman Mio Okamura (Arreglo del instrumento de cuerda) |          |  |

| DVD |                                         |              |          |  |
| N.º | Título                                  | Director(es) | Duración |  |
| 1.  | «Rocket Sneaker» (music clip)           |              |          |  |
| 2.  | «Kurage, Nagareboshi» (music clip)      |              |          |  |
| 3.  | «Do☆Positive» (music clip)              |              |          |  |
| 4.  | «360°» (music clip)                     |              |          |  |
| 5.  | «Pocket» (music clip)                   |              |          |  |
| 6.  | «Ai» (music clip)                       |              |          |  |
| 7.  | «Ai ~versión a cappella~» (bonus movie) |              |          |  |

- Datos: Q1151510